# Volchovský front
Volchovský front (rusky Волховский фронт) byl název dvou vojenských formací Rudé armády za druhé světové války.

## Volchovský front (17. prosince 1941 – 24. dubna 1942)

### Historie
Volchovský front vznikl 17. prosince 1941 podle rozkazu Hlavního stanu z 11. prosince z levého křídla Leningradského frontu a záloh Hlavního stanu.
Úkolem frontu bylo ve spolupráci s Leningradským frontem prorazit blokádu Leningradu.
Boje v Ljubanské operaci v lednu až dubnu 1942 ale neměly úspěch. 23. dubna 1942 byl Volchovský front v souladu s rozhodnutím Hlavního stanu z 21. dubna reorganizován v Volchovskou operativní skupinu Leningradského frontu

### Podřízené jednotky
- 4. armáda (17. prosince – 24. dubna 1942)
- 26. (od 25. prosince 2. úderná) armáda (17. prosince 1941 – 24. dubna 1942)
- 52. armáda (17. prosince 1941 – 24. dubna 1942)
- 59. armáda (17. prosince 1941 – 24. dubna 1942)

### Velení
Velitel
- 17. prosince 1941 – 24. dubna 1942 armádní generál Kirill Afanasjevič Mereckov

Člen vojenské rady
- 17. prosince 1941 – 24. dubna 1942 armádní komisař 1. stupně Alexandr Ivanovič Zaporožec

Náčelník štábu
- 17. prosince 1941 – 24. dubna 1942 velitel brigády (od 28. prosince 1941 generálmajor) Grigorij Davydovič Stělmach

| Předchůdce                        |                                                     | Nástupce                                            |
| levé křídlo Leningradského frontu | Volchovský front 17. prosince 1941 – 24. dubna 1942 | Volchovská operativní skupina Leningradského frontu |

## Volchovský front (9. června 1942 – 15. února 1944)

### Historie
Podruhé vznikl Volchovský front 9. června 1942 podle rozkazu Hlavního stanu z 8. června z Volchovské operativní skupiny Leningradského frontu.
V srpnu a září 1942 se front pokusil v Siňavinské operaci probít k Leningradu, ale narazil na německá vojska posílená pro připravovanou opraci Nordlicht, výsledkem byly úporné, ale bezvýsledné boje. Až v lednu 1943 se konečně podařilo sovětským vojskům vytvořit pozemní koridor do Leningradu v operaci Jiskra.
V lednu 1944 vojska Leningradského, Volchovského a 2. pobaltského frontu v Leningradsko-novgorodské operaci porazila německou skupinu armád Sever, osvobodila Novgorod a celou Leningradskou a část Kalininské oblasti. V průběhu bojů byl, vzhledem ke zkrácení frontové linie, Volchovský front k 15. únoru zrušen, 1. úderná armáda se vrátila k 2. pobaltskému frontu, ostatní vojska byla předána Leningradskému frontu a velitelství přešlo do zálohy Hlavního stanu.

### Podřízené jednotky
- 2. úderná armáda (9. června 1942 – únor 1943 a 9. března – 18. dubna 1943)
- 4. armáda (9. června 1942 – 25. listopadu 1943)
- 8. armáda (9. června 1942 – 15. února 1944)
- 52. armáda (9. června 1942 – 8. května 1943)
- 54. armáda (9. června 1942 – 15. února 1944)
- 59. armáda (9. června 1942 – 15. února 1944)

- 14. letecká armáda (15. srpna 1942 – 15. února 1944)
- 1. úderná armáda (2. – 15. února 1944)

### Velení
Velitel
- 9. června 1942 – 15. února 1944 armádní generál Kirill Afanasjevič Mereckov

Člen vojenské rady
- 9. června – říjen 1942 armádní komisař 1. stupně Alexandr Ivanovič Zaporožec
- říjen 1942 – březen 1943 sborový komisař (od 6. prosince 1942 generálporučík) Lev Zacharovič Mechlis
- březen 1943 – 15. února 1944 generálmajor (od 24. srpna 1943 generálporučík) Terenťij Fomič Štykov

Náčelník štábu
- 9. června – říjen 1942 generálmajor Grigorij Davydovič Stělmach
- říjen 1942 – červen 1943 generálporučík Michail Nikolajevič Šarochin
- červen 1943 – 15. února 1944 generálmajor (od 25. září 1943 generálporučík) Fjodor Petrovič Ozerov

| Předchůdce                                          |                                                  | Nástupce                          |
| Volchovská operativní skupina Leningradského frontu | Volchovský front 9. června 1942 – 15. února 1944 | levé křídlo Leningradského frontu |